# Šumeđe
Šumeđe is een plaats in de gemeente Orahovica in de Kroatische provincie Virovitica-Podravina. De plaats telt 46 inwoners (2001).